# Мари, Джироламо де
Джироламо де Мари (итал. Girolamo De Mari; Генуя, 1644 — Генуя, 1702) — дож Генуэзской республики.

## Биография
Родился в Генуе в декабре 1644 года, сын дожа Стефано де Мари (1663-1665) и Валерии Де Марини. Был крещен 16 декабря в базилике Сан-Сиро. Получил хорошее образование, но, как и большинство членов своей семьи, решил поступить на военную службу. В 1677 году ему было поручено управление крепостью Приамар (Савона).
С началом военных действий между Республикой Генуя и Францией Людовика XIV, в 1684 году он занял пост генерального инспектора Ривьера-ди-Поненте. В следующем году он был избран в Сенат Республики, а в 1694 году стал членом Верховного Синдикатория - органа, оценивавшего эффективность работы дожей.
Внезапная смерть при исполнении служебных обязанностей дожа Франческо Мария Саули привела к внеочередному заседанию Большого совета (3 июня 1699), и де Мари был избран дожем, 134-м в истории Генуи, став одновременно королем Корсики. 

### Правление и последние годы
Мандат де Мари совпал с началом новых военных действий между Францией Людовика XIV и Испанией, вызванных смертью короля Карла II (ноябрь 1700). Республика Генуя изначально заявила о своем нейтралитете, но в ходе войны за испанское наследство, по приказу дожа, была вынуждена пропустить через свою территорию четыре французских батальона.
3 июня 1701 года завершил свой мандат, после чего служил в магистрате войны, а затем был избран президентом покровителем часовни Святого Георгия.
Умер в Генуе в 1702 году и был похоронен в семейном склепе в церкви Святой Марии в Кастеллетто, построенной его прапрадедом.

### Личная жизнь
От брака с Франческой Джентиле он имел сыновей Стефано (1666), Чезаре (1668) и Джованни (1674).